# マチケンマリコのハミングバーズ
『マチケンマリコのハミングバーズ』は、2013年4月6日から2017年9月18日までRKB毎日放送（RKBラジオ）で放送されていた夜の音楽トーク番組である。

## 概要
- 中高年層をメインターゲットとし、洋楽やトークを中心に構成される番組。4年半続いたが2017年9月に終了し、スマッシュ!!11以来続いたRKBラジオにおける平日夜のワイド番組の歴史に一旦幕を下ろすことになった[1]。

## 放送時間
- 月曜日 21:00-23:00（JST。2017年4月-9月）

### 過去の放送時間
- 土曜日 21:00-23:00（JST。2013年4月-2014年3月）
- 土曜日 18:00-19:55（JST。2014年4月-2017年3月）

土曜18時からの時代はRKBエキサイトホークスとの兼ね合いで頻繁に放送休止・短縮が発生している。

## パーソナリティ
- 深町健二郎
- 山本真理子
- 町田隼人（中継リポーター）

なお、放送日がサンセットライブの開催日に当たる場合、深町と町田は会場の糸島市・芥屋海水浴場からリポーターとして参加し、山本が1人でスタジオからトークをするという変則的な体制になる。

## コーナー
- マリコーダークイズ…山本がリコーダーで演奏した曲をリスナーが当てるコーナー。
  - 正解者の中から毎週2名に番組ノベルティグッズのブックカバーが贈られている。
- マチケンのイチオシ…深町がその時々に合わせておすすめの楽曲を紹介するコーナー。
- ホットゲスト…番組にゲストを迎えてトークするコーナー。
- 今週のキキコミ･･･町田が博多駅周辺あるいは天神地区で出会った人にインタビューをするコーナー。
- マリコのダメ押し･･山本がおすすめの音楽・映画・小説などを紹介するコーナー。